# Kaliumsulfiet
Kaliumsulfiet is het kaliumzout van zwaveligzuur, met als brutoformule K2SO3. De stof komt voor als een witte vaste stof, die goed oplosbaar is in water.

## Synthese
Kaliumsulfiet wordt gesynthetiseerd uit een reactie van zwaveligzuur met kaliumhydroxide:
{\displaystyle {\ce {H2SO3 + 2KOH -> K2SO3 + 2H2O}}}

## Toepassingen
Kaliumsulfiet wordt gebruikt als voedingsadditief (conserveermiddel) en draagt als E-nummer E225. Het wordt ook aangewend als ontwikkelvloeistof in de fotografie.